# 차운혁 충신정려문
차운혁 충신정려문은 대한민국 경기도 화성시 정남면 괘랑리에 있다. 2005년 12월 1일 화성시의 향토문화재 제15호로 지정되었다가, 2019년 10월 23일 향토문화재(유형) 제8호로 변경 재분류되었다.

## 개요
이 정려문은 조선 세조 때의 이시애의 난에 공을 세운 차운혁(1393-1467)의 충심을 기리는 정려문이다